# Harry S. Truman (personaggio)
Harry S. Truman è un personaggio immaginario della serie televisiva statunitense I segreti di Twin Peaks, creata da Mark Frost e David Lynch.
È interpretato da Michael Ontkean, con la voce italiana di Mario Cordova.
Harry è lo sceriffo dell'apparentemente tranquilla cittadina di Twin Peaks che aiuta l'agente dell'FBI Dale Cooper nelle indagini sulla morte della diciassettenne Laura Palmer.

## Profilo
La caratteristica che spicca maggiormente dello sceriffo Truman è il suo nome di battesimo, che condivide col trentatreesimo presidente degli Stati Uniti: Harry Truman. Proprio tale dettaglio è il primo a saltare all'occhio di Cooper nell'episodio Pilota e, dal settimo episodio della seconda stagione Anime solitarie, è possibile notare una fotografia dell'omonimo presidente nell'ufficio dello sceriffo.
Si è molto speculato, tuttavia, sul fatto che il personaggio non sia stato nominato in omaggio del presidente, bensì alla memoria del locandiere Harry Randall Truman, vittima dell'eruzione del Monte Sant'Elena del 1980, la cui seconda iniziale tuttavia era "R" e non la famosa esse impuntata non indicante nessun nome preciso, usanza tipica delle popolazioni scoto-irlandesi e omaggio di entrambi i nonni del presidente.
Harry è un uomo riflessivo e pacifico dal temperamento buono e generoso, cosa che lo porta ad essere molto rispettato dagli abitanti della sua cittadina, di cui conosce alla perfezione abitudini e stili di vita, fatto che lo rende un ottimo tutore della legge.
Truman mette il desiderio di giustizia di fronte all'orgoglio personale o del dipartimento, motivo per cui non disdegna minimamente l'aiuto esterno dell'FBI ed instaura immediatamente un buon rapporto con Cooper, che col tempo si trasforma da rispetto professionale ad una solida ed intima amicizia, tale per cui il suo ruolo potrebbe essere definito quale lo Watson dell'agente federale, sebbene tenga molto più i piedi per terra rispetto al collega, il quale per indagare si affida a meditazione trascendentale ed interpretazione dei sogni.

## Biografia

### Antefatti
Harry Truman nacque a Twin Peaks, Washington, il 13 maggio 1950 e si diplomò allo Washington State College. Crescendo a Twin Peaks, venne presto a conoscenza dell'"oscurità" fuori dai confini del paese natio e decise che avrebbe dedicato la sua vita a combatterla arruolandosi nelle forze di polizia e, in breve, divenendo sceriffo.
Sempre per la stessa ragione, assieme a "Big Ed", "Hawk", James Hurley, Joey Paulson e Hank Jennings divenne membro dei Bookhouse Boys, società segreta che si adopera a combattere il crimine a Twin Peaks con mezzi poco ortodossi.
Visto il doppio ruolo svolto da Harry quale tutore della legge ufficiale e vigilante, egli divenne una sorta di leader ideologico e de facto della società segreta, estromettendone Hank Jennings ed arrestandolo quando scoprì dei suoi traffici illegali di sostanze stupefacenti.
Dopo la morte di Andrew Packard, Harry avviò una relazione segreta con la bella e giovane vedova dell'uomo, Josie, la quale però non credette mai appieno nella loro unione.

### NeI segreti di Twin Peaks
La mattina del 24 febbraio 1989, dopo che Pete Martell rinviene il cadavere di Laura Palmer, Harry è il primo, assieme al dottor Hayward, a recarsi sul posto ed accertarne l'identità. Successivamente, all'arrivo dell'agente speciale Cooper, dell'FBI, lo sceriffo offre i servigi dell'intero dipartimento ai federali dando loro piena libertà d'azione ed incomincia le indagini assistendo lo stravagante, ma indubbiamente perspicace, agente.
Alla fine della prima stagione, dopo che Cooper viene quasi ucciso da un colpo di pistola, Josie lascia Harry e la città senza spiegarne il motivo a nessuno. Fortunatamente l'agente speciale ed ormai intimo amico dello sceriffo, sopravvive all'attentato ed in breve arresta il colpevole dell'omicidio di Laura Palmer.
Contemporaneamente a tutto ciò Josie fa ritorno a Twin Peaks e si ricongiunge con l'uomo, senza però rivelare del peso che le grava sulle spalle, essa infatti è inseguita dallo psicotico Thomas Eckhardt, vecchio socio in affari di Andrew Packard morbosamente ossessionato da lei.
Harry assiste Cooper, temporaneamente sospeso dall'FBI per l'accusa infondata di possesso di droga ad opera di Jean Renault, prendendolo fra i suoi agenti e consentendogli di riabilitare il suo nome. Proscioltosi dalle accuse, Cooper scopre tuttavia che è stata Josie ad attentare alla sua vita e, nel tentativo di chiarirsi si fa accompagnare da Harry fino alla stanza del Great Northern Hotel dove questa si è incontrata con Eckhardt e lo ha ucciso. Attonito, Harry assiste impotente alla morte della donna amata dovuta al terrore provato in quei momenti.
Distrutto dall'evento, lo sceriffo attraversa un breve momento di depressione, dal quale tuttavia viene risollevato dall'amico e collega Dale Cooper, che successivamente torna ad assistere sul caso Windom Earle, psicotico ex-agente dell'FBI e mentore di Cooper insidiatosi a Twin Peaks alla ricerca della Loggia Nera. Nel momento in cui il Earle rapisce Annie Blackburn, la donna amata da Cooper, costringendo l'agente ad entrare nella Loggia per salvarla, Harry attende paziente all'esterno fino alla riemersione dei due, fatto a seguito del quale li soccorre portando la prima all'ospedale ed il secondo nella sua stanza al Great Northern.

### Epilogo
Al risveglio dell'amico, Harry lo rassicura sulle condizioni di Annie, dopodiché resta nella stanza adiacente col dottor Hayward mentre Cooper va in bagno a lavarsi i denti e, in un lampo di follia, si rivela posseduto da BOB.
Sentiti i rumori venuti dal bagno, Harry è il primo a precipitarvisi trovando la porta sigillata dall'interno.
Nella terza stagione, si scopre che egli è malato, ed è stato sostituito da suo fratello Frank.